# Selección de waterpolo de Montenegro
La selección masculina de waterpolo de Montenegro es el equipo de waterpolo que representa a Montenegro en las competiciones de selecciones nacionales masculinas de waterpolo.

## Resultados

### Juegos Olímpicos
- Juegos Olímpicos de Pekín 2008: 4ª plaza
- Juegos Olímpicos de Londres 2012: 4ª plaza
- Juegos Olímpicos de Río de Janeiro 2016: 4ª plaza
- Juegos Olímpicos de Tokio 2020: 8ª plaza
- Juegos Olímpicos de París 2024: Fase Preliminar

### Mundiales de natación
- 2009: 9ª plaza
- 2011: 7ª plaza
- 2013:  Medalla de plata
- 2015: 5ª plaza
- 2017: 5ª plaza
- 2019: 10.ª plaza
- 2022: 8.ª plaza
- 2023: 8.ª plaza
- 2024: 8.ª plaza

### Europeo de waterpolo
- 2008:  Medalla de oro
- 2010: 5ª plaza
- 2012:  Medalla de plata
- 2014: 4ª plaza
- 2016:  Medalla de plata
- 2018: 6ª plaza
- 2020:  Medalla de bronce
- 2022: 7ª plaza
- 2024: 6ª plaza

### Liga mundial
- 2007: Fase preliminar
- 2008: 4ª plaza
- 2009:  Medalla de oro
- 2010:  Medalla de plata
- 2011: 5ª plaza
- 2012: No participó
- 2013:  Medalla de bronce
- 2014:  Medalla de bronce
- 2015: Fase preliminar
- 2016: Fase preliminar
- 2017: No participó
- 2018:  Medalla de oro
- 2019: Fase preliminar
- 2020:  Medalla de oro